# Шазам! (филм)
„Шазам!“ (на английски: Shazam!) е американски фентъзи филм от 2019 г. за едноименния персонаж на Ди Си Комикс. Режисьор е Дейвид Ф. Санбърг, а сценарият е на Хенри Гейдън и Дарън Лемки. Това е 7-ият филм в „Разширената вселена на Ди Си“. Премиерата в САЩ е на 5 април 2019 г.

## Резюме
След срещата си с древен магьосник момчето Били Батсън може да се превръща в могъщ възрастен супергерой само с произнасяне на една дума – Шазам! Отвътре момче, а отвънка с божествено тяло, Били ще прави това което би правил всяко дете на негово място – ще се забавлява. Героят Шазам ще си тества способностите със забавната безотговорност на едно дете, но ще трябва да се научи да ги контролира бързо, за да победи смъртоносните сили на злото контролирани от Д-р Тадеус Сивана.

## Актьорски състав
| Актьор                                  | Роля                           |
| --------------------------------------- | ------------------------------ |
| Ашър Ейнджъл Закари Леви                | Уилям „Били“ Батсън / Шазам    |
| Марк Стронг                             | Д-р Тадеус Сивана              |
| Джак Дилън Грейзър Адам Броуди          | Фредерик „Фреди“ Фрийман       |
| Грейс Фултън Мишел Борт                 | Мери Бромфийлд                 |
| Иън Чен Рос Бътлър                      | Юджийн Чой                     |
| Джован Арманд Ди Джей Котрона           | Педро Пеня                     |
| Фейт Херман Меган Гуд                   | Дарла Дъдли                    |
| Купър Андрюс                            | Виктор Вазкез                  |
| Марта Миланс                            | Роза Вазкез                    |
| Джимон Хонсу                            | Шазам                          |
| Анди Ошо                                | Г-жа Глоувър                   |
| Стивън Блум Дарин Де Пол Фред Татаскиор | Седемте смъртни гряха (глас)   |
| Дейвид Ф. Сандбърг                      | Господин Ум (глас)             |
| Раян Хендли                             | Кал-Ел / Кларк Кент / Супермен |

## Отзиви

### Приходи
До 30 юли приходите от филма са 140,4 млн. долара от САЩ и Канада, допълнително 224,1 млн. от останалата част на света, което прави общо 364,5 млн. приход срещу бюджет от 100 милиона.
В България през първата седмица филмът генерира 99 607 долара, а до 2 юни 2019 – 282 878 долара.

### Отзиви от критици
В Rotten Tomatoes филмът получава 90% рейтинг от 365 ревюта. В Metacritic получава 70 от 100 рейтинг, въз основа на 53 критици. В CinemaScore оценката му е „А“ по скалата от А+ до F.

## Продължение
През април 2019 г. съобщават, че се разработва продължение с Хенри Гейдън като сценарист, заедно с режисьора Дейвид Ф. Санбърг и продуцента Питър Сафран.

## В България
В България филмът е пуснат на същата дата в „Александра Филмс“.
На 27 август 2019 г. е издаден на DVD от „А Плюс Филмс“.
През 2020 г. е излъчен за първи път по HBO.
На 15 август 2022 г. е излъчен премиерно по „Би Ти Ви Синема“ с български дублаж, записан в студио VMS. Екипът се състои от:
| Озвучаващи артисти  | Елена Русалиева Светлана Смолева Момчил Степанов Сотир Мелев Станислав Димитров |
| Преводач            | Яна Кецкерова                                                                   |
| Тонрежисьор         | Венелин Николов                                                                 |
| Режисьор на дублажа | Добрин Добрев                                                                   |